# Памятная медаль в честь переписи населения в Корее
Памятная медаль в честь переписи населения в Корее (яп.  朝鮮国勢調査記念章) — награда Японской империи, учреждённая эдиктом №145 от 18 июля 1932 года. Медалью награждались те, кто был непосредственно в Корее и участвовал в переписи, или обеспечивал её осуществление. 

## История
Через 10 лет после первой всеяпонской переписи населения была проведена вторая перепись, затронувшая и японское генерал-губернаторство Корея. По аналогии с медалью за участие в первой переписи, была учреждена специальная медаль для Кореи. Результаты переписи показали, что население Кореи было на тот момент равно 21.058.305 чел. Через 8 лет будет учреждена аналогичная медаль для Маньчжоу-го – Памятная медаль в честь переписи населения Маньчжоу-го

## Статут
Медаль была особенна в том, что ей не могли быть награждены те, кто был награждён медалью в честь первой всеяпонской переписи населения. 

## Описание награды

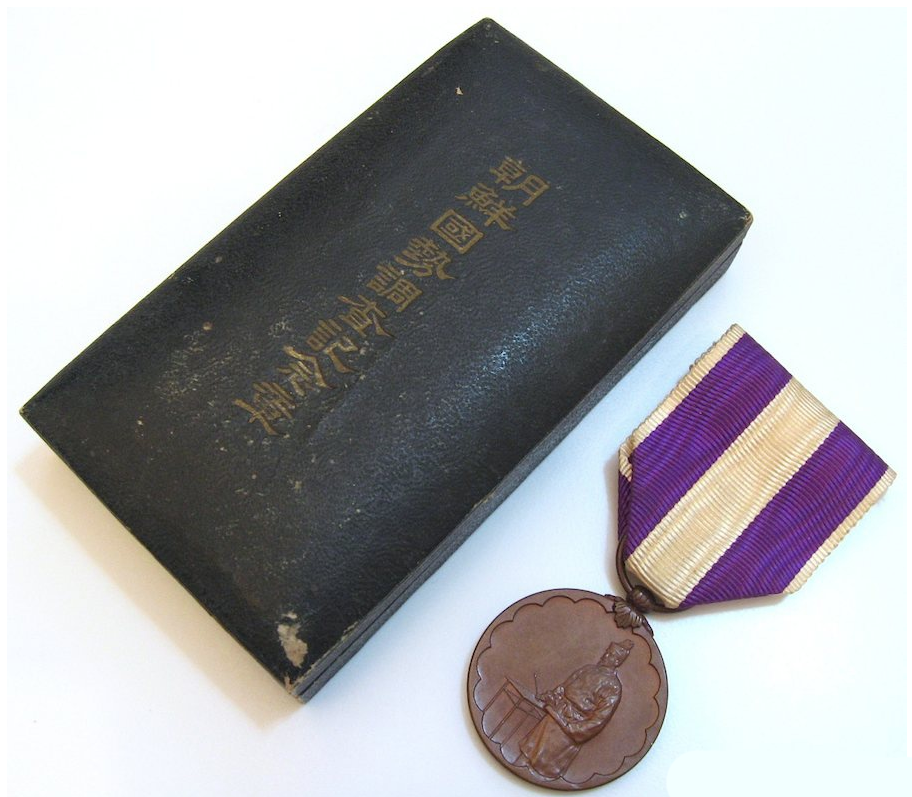
Медаль и футляр

Медаль аналогична вышеупомянутой, но за исключением коробки и надписи на реверсе. 
Медаль имеет форму правильного круга, диаметром 30 мм. Выполнена из тёмной бронзы.
На аверсе: чиновник времён реформ Тайка (его изображение в сидячей позе было изображено на марках и плакатах), который стоит около стола и держит в правой руке палочку для письма, а в левой руке свиток с посемейной записью. Вокруг него — зубчатый выпуклый орнамент, символизирующий герб Японской империи — шестнадцатилистная хризантема. На реверсе надпись иероглифами: 朝鮮国勢調査記念章昭和五年十月一日 (Памятная медаль в честь переписи в Корее, 1 октября, 5-й год Сёва (1930)). Медаль крепится к кольцу путём звена, выполненного в форме листьев павловнии и почки. Лента медали из муарового шёлка, шириной 37 мм, фиолетовая, в центре белая 11-миллиметровая полоса, по краям ленты — 2 белые полосы по 2 миллиметра каждая. Футляр медали картонный, на крышке футляра написано название медали.